# Otão I da Baviera (1117-1183)
Otão I da Baviera (em alemão: Otto I Wittelsbach, Herzog von Bayern; Kelheim, 1120 – Pfullendorf, 11 de julho de 1183) foi duque da Baviera de 1180 até sua morte, e o primeiro de sua casa a tomar posse desse título.

## Biografia
Otão I era filho de Otão IV de Vitelsbach e irmão de Conrado I, arcebispo de Mogúncia (1161-1165 e 1183-1200) que foi, como Conrado III, também arcebispo de Salzburgo (1177-1183).
Como um dos melhores cavaleiros do séquito de Frederico I que havia evitado uma derrota do imperador perto de Verona em 1155, Otão foi finalmente recompensado com o Ducado da Baviera em 1180 após a queda de Henrique, o Leão. Mas com a separação da Estíria no mesmo ano a Baviera perdeu o último dos seus territórios do sudoeste. Otão morreu durante uma viagem a Pfullendorf, Suábia e foi enterrado na cripta da Abadia de Scheyern. A família de Otão reinou na Baviera até a revolução de 1918 por 738 anos.
Foi casado com Inês de Loon, filha de Luís I de Loon e de Inês de Metz, com quem teve, certamente, sete filhos:
1. Heilica, casada com Teodorico de Vasserburgo;
2. Inês, casada com Henrique de Plainburgo e Hardegg;
3. Ricarda, casada com Otão I, conde de Gueldres;
4. Isabel, casada com Bertoldo I, marquês de Vohburgo;
5. Luís I da Baviera, que o sucedeu;[1]
6. Sofia, casada com Hermano I da Turíngia.